# Kite (Einheit)
Kite war eine altägyptische Masseneinheit (Gewichtsmaß), die dezimal geteilt war. Das Maß wird dem Zeitraum 11. bis 9. Jahrhundert v. u. Z. zugeordnet.
- 1 Kite = 1/10 Deben = 1/100 Sep ≈ 4,5 bis 29,9 Gramm (= 9,1 Gramm[1])
  - 1 Deben = 10 Qedet (Kite) ≈ 94 Gramm
  - 1 Sep = 10 Deben = 100 Qedet (Kite) ≈ 940 Gramm